# Њиропо (језеро)
Њиропо (енгл. Lake Nyiropo) је речно језеро у Јужном Судану у вилајету Ел Бухајрат, око 150 километара западно од града Бора. Захвата површину од око 7 км², дугачко је 5 км, а широко 1,5 километара и дубоко око 3 метра. Окружено је са свих страна мочварним земљиштем и богато травном вегетацијом, па је и станиште бројних врста птица. Налази се у долини реке Јирол, на надморској висини од 500 метара.